# Nana Kinomi
Nana Kinomi (木の実ナナ, Kinomi Nana, de son vrai nom Mariko Ikeda, née le 11 juillet 1946) est une actrice et chanteuse japonaise.

## Biographie
Nana Kinomi commence sa carrière en 1962. Elle a tourné dans des films et drama, et a sorti plusieurs disques principalement dans les années 1960, dont le tube Izakaya en duo avec Hiroshi Itsuki en 1982, repris par les Morning Musume sur leur album Cover You en 2007.

## Filmographie sélective
- 1963 : Yabunirami Nippon (やぶにらみニッポン?) de Hideo Suzuki
- 1967 : Kigeki: Ōburoshiki (喜劇 大風呂敷?) de Kō Nakahira
- 1975 : Daidatsugoku (大脱獄?) de Teruo Ishii
- 1978 : C'est dur d'être un homme : Tora-san entre en scène (男はつらいよ 寅次郎わが道をゆく, Otoko wa tsurai yo: Torajirō wagamichi o yuku?) de Yōji Yamada : Nanako Kurenai
- 1982 : Yogoreta eiyū (汚れた英雄?) de Haruki Kadokawa
- 1983 : Miyuki (みゆき?) de Kazuyuki Izutsu
- 1986 : Prise finale (キネマの天地, Kinema no tenchi?) de Yōji Yamada
- 1987 : Abunai deka (あぶない刑事?) de Yasuharu Hasebe
- 1988 : Kaitō rubī (快盗ルビイ?) de Makoto Wada
- 1989 : Mottomo abunai deka (もっともあぶない刑事?) de Tōru Murakawa
- 1996 : Abunai deka ritānzu (あぶない刑事リターンズ?) de Tōru Murakawa